# Kel Nagle
Kelvin Nagle (Sydney, New South Wales, 21 december 1920 – 29 januari 2015) was een professioneel golfer uit Australië. Hij won 61 toernooien in Australië, en voert daarmee ruimschoots het klassement aan. Op de tweede plaats staat Greg Norman met 30 overwinningen in eigen land.
Kel Nagle won onder meer zes keer het Australisch PGA-kampioenschap, zes keer het Nieuw-Zeeland Open, vijf keer het NSW PGA-kampioenschap en drie keer het NSW Open. 
In de jaren 50 had Nagle twee keer met Peter Thomson de World Cup gewonnen, die toen nog de Canada Cup genoemd werd. In 1960 speelde hij voor de derde keer mee in het Brits Open, dat op St Andrews werd gespeeld. Hij won, waarna zijn naam in het buitenland veel bekender werd. Tweede werd Arnold Palmer, die dat jaar het Open voor de eerste keer speelde.
In 1965 won hij bijna het US Open, maar in de play-off verloor hij van Gary Player.
In 2015 stierf hij op 94-jarige leeftijd.

## Gewonnen

### Australië
- 1949: Australian PGA Championship
- 1950: WA Open
- 1951: North Coast Open, New South Wales Open, WA Open, ACT Open
- 1952: North Coast Open, WA Open, NSW PGA Championship
- 1953: NSW PGA Championship, Adelaide Advertiser, McWilliams Wines
- 1954: Australian PGA Championship, North Coast Open, Lakes Open, ACT Open
- 1955: North Coast Open, NSW PGA Championship
- 1956: NSW PGA Championship
- 1957: New South Wales Open, New Zealand Open, New Zealand PGA Championship, Lakes Open
- 1958: New Zealand Open,  New Zealand PGA Championship, Australian PGA Championship, Lakes Open, Adelaide Advertiser
- 1959: Australian Open, Australian PGA Championship, Queensland Open, NSW PGA Championship, Ampol Tournament (tie)
- 1960: New Zealand PGA Championship
- 1962: New Zealand Open,  Victorian PGA Championship, Adelaide Advertiser
- 1964: New Zealand Open, Queensland Open
- 1965: Australian PGA Championship, NSW PGA Championship
- 1966: Wills Masters, West End Tournament (tie)
- 1967: Victorian Open, New Zealand Open,  West End Tournament
- 1968: New South Wales Open, New Zealand Open,  Australian PGA Championship, West End Tournament
- 1969: New Zealand Open, Victorian Open
- 1970: New Zealand PGA Championship
- 1971: NSW PGA Championship
- 1972: West End Tournament
- 1973: New Zealand PGA Championship
- 1974: New Zealand PGA Championship, West End Tournament
- 1975: New Zealand PGA Championship, South Coast Open
- 1977: Western Australia PGA Championship

### Amerikaanse PGA Tour
- 1960: The Open Championship
- 1964: Canadian Open

### Anders
- 1961: French Open, Hong Kong Open, Swiss Open, Irish Hospitals Tournament
- 1962: Bowmaker Tournament
- 1963: Esso Golden Tournament
- 1965: Bowmaker Tournament
- 1967: Esso Golden Tournament
- 1971: Pringle of Scotland
- 1973: Pringle of Scotland

### Teams
- 1954: Canada Cup (met Peter Thomson)
- 1959: Canada Cup (met Peter Thomson)

### Senior
Als senior speler won hij onder meer:
- 1971: PGA Seniors Championship, World Seniors
- 1973: PGA Seniors Championship
- 1975: PGA Seniors Championship, World Seniors